# Tommie Smith

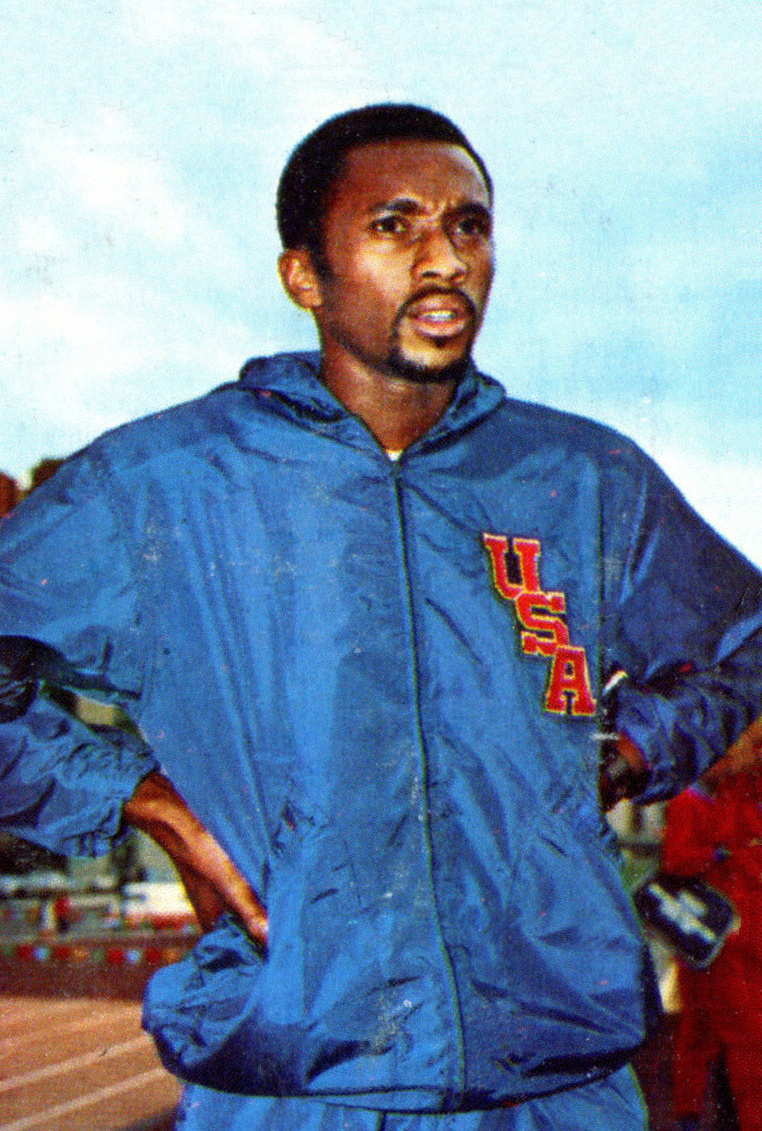
Tommie Smith en 1968.

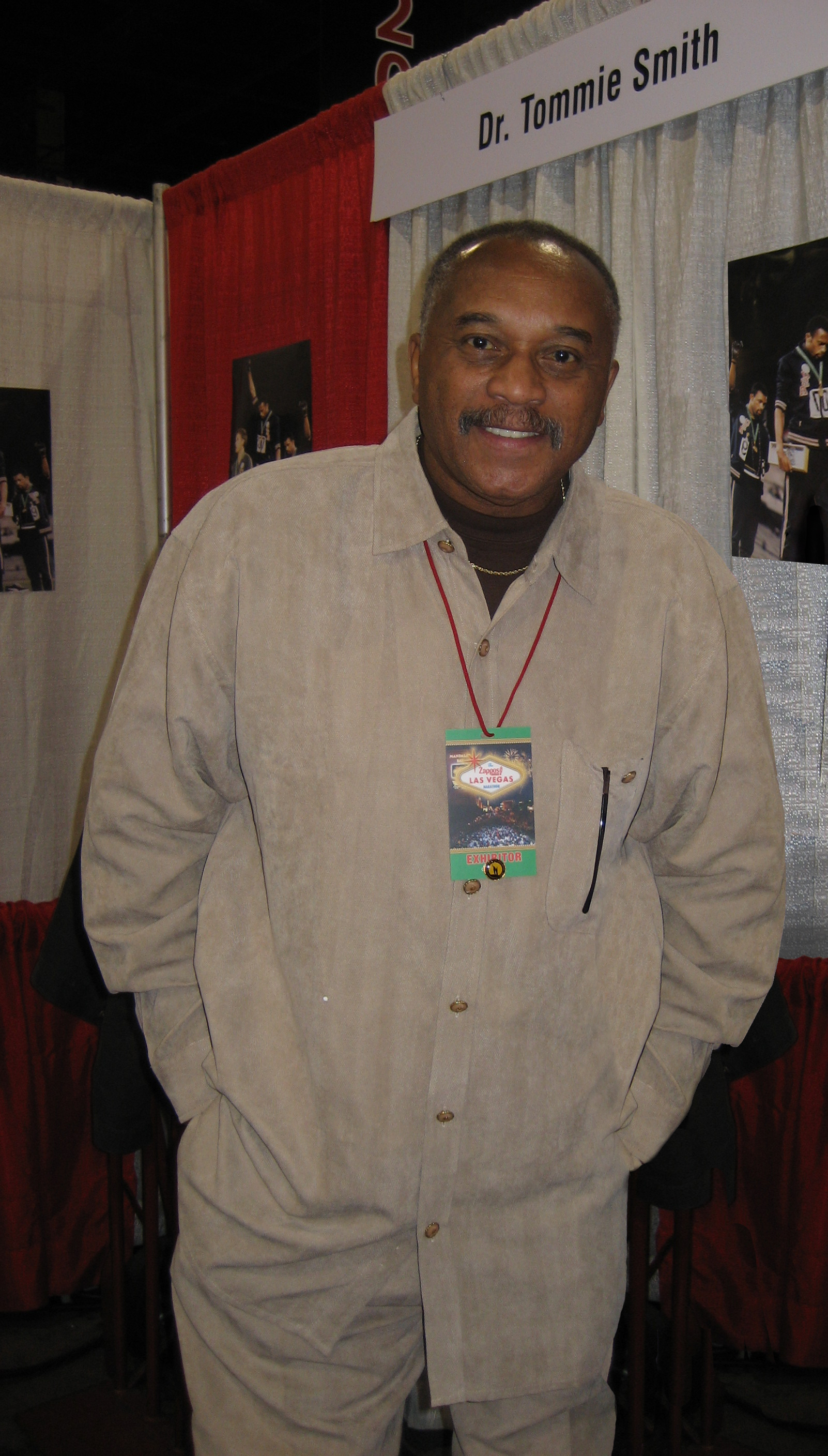
Tommie Smith en 2009.

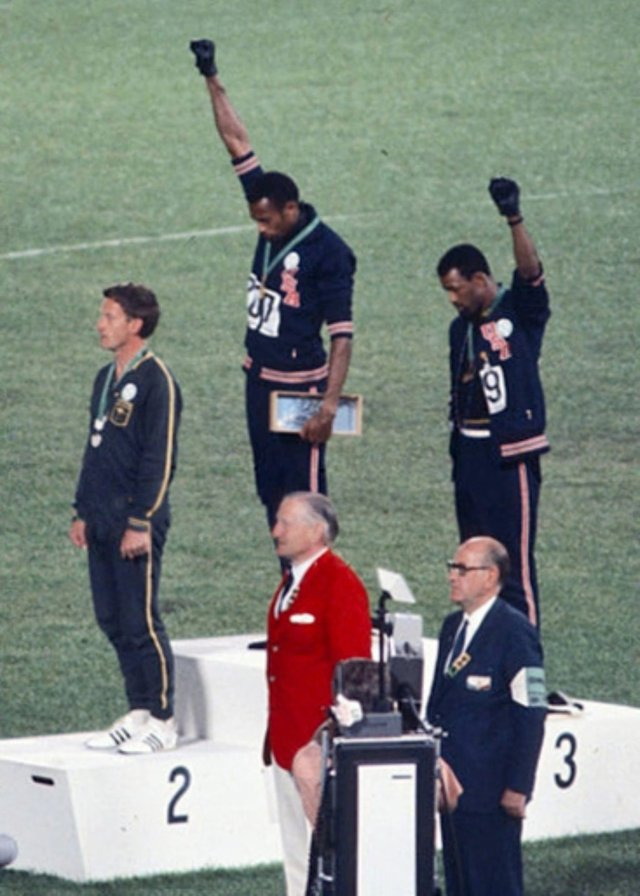
Entrega de la medalla olímpica con el gesto de los Panteras negras.

Tommie Smith (Clarksville, Texas, 6 de junio de 1944) es un atleta ya retirado de la competición de élite, especializado en pruebas de velocidad. Durante su etapa universitaria entró en contacto con el OPHR, siglas en inglés de Proyecto Olímpico para los Derechos Humanos, liderado por Henry Edwards, un sociólogo con ideas en la línea más dura de Malcolm X. Obtuvo la medalla de Oro en la prueba de los 200 metros lisos de los Juegos Olímpicos de México 1968, momento en el que protagonizó una protesta contra los conflictos raciales en EE. UU. al hacer el saludo de los Panteras Negras durante la entrega de premios.

## Biografía
Sus padres, Richard y Dora Smith, eran unos granjeros, con una familia numerosa de 12 hijos, que cultivaban la tierra de unos blancos, de la que se percibían una parte de la cosecha. Cuando tenía seis años, se mudó a California y siguió trabajando en el campo, pero ya cobrando. Era una familia muy religiosa por lo que acudían frecuentemente a misa. Los niños blancos se burlaban de él en el colegio porque llevaba ropa de pobre.
En los Juegos Olímpicos de México de 1968, en la ceremonia de entrega de medallas de la prueba de los 200 m lisos, junto con su compatriota John Carlos (bronce) agachó la cabeza y levantó el puño en alto con un guante negro mientras sonaba el himno de su país como símbolo del movimiento del Black Power y en protesta por las tensiones raciales que se vivían en EE. UU.. Peter Norman el australiano medalla de plata en la misma prueba les apoyó pegándose a la altura del corazón un adhesivo del Proyecto Olímpico por los Derechos Humanos. Este gesto provocó que fueran expulsados de sus respectivos equipos y tuvieran que abandonar la villa olímpica. Junto a su compatriota al volver a EE. UU., fueron tratados como delincuentes y no encontraron trabajo durante muchos años.
Su vida cambió: recibieron amenazas de muerte, cartas, llamadas y sus amigos desaparecieron. Tenía 11 récords del mundo pero el único trabajo que encontró fue lavando coches en un aparcamiento. Y lo echaron porque su jefe dijo que no quería que nadie trabajara con él.
Su vida fue destruida, la de John Carlos, la de Peter Norman. La esposa de John Carlos se suicidó (fue ella quien compró los guantes negros), él se terminó divorciando.
Todo eso lo consintió el COI y el comité estadounidense no hizo nada por pararlo.
Hoy en día se ejercita en un gimnasio en su casa de Georgia y sale a correr por los alrededores donde hay un parque por el que transcurren muchos de los senderos que eran el lugar donde se reunía el Ku Klux Klan. Los negros no podían pisar esos parques en el sur de Estados Unidos y él hoy vive ahí. Ahora las personas de color pueden vivir donde quieren y no donde los plantan. Actualmente viaja por todo el mundo para contar su vida y complementar la labor que ha realizado a favor de la igualdad.
Con respecto a la elección de Obama como presidente electo de los Estados Unidos, se refiere con sus propias palabras: "Necesitábamos un cambio así. No porque sea negro, sino por lo que representa, la lucha de toda mi vida".
"Gracias a Obama, la lucha no ha terminado. Acaba de empezar".
En el año 2008, estuvo en Madrid (España) para recibir el premio del diario deportivo As a los valores universales del deporte.
Tommie Smith, un tejano nacido en 1944, todavía se emociona al ver aquella imagen.
En el año 2010, tuvo que subastar la medalla de oro olímpica y las zapatillas que llevaba cuando la ganó por necesidades económicas.

## Carrera deportiva
Participó y ganó la prueba de los 200 metros lisos en los Juegos Olímpicos de México 1968 batiendo el récord del mundo con un tiempo de 19,83 segundos, con este tiempo fue el segundo atleta en bajar de 20 segundos en los doscientos metros , el primero fue su compatriota y amigo John Carlos. Para valorar su talento y su poderío físico basta comparar el tiempo con el que ganó con los de los sucesivos campeones olímpicos y descubriremos que con este tiempo habría sido campeón hasta los Juegos Olímpicos de Moscú 1980, este incluido.
Jugó fútbol americano con los Cincinnati Bengals de la vieja AFL en 1969 como wide receiver. Jugó solo en dos partidos y tuvo solo una recepción, esta de 41 yardas, en la cual se lesionó.
En 1978 fue seleccionado para ser inmortalizado en el National Track and Field Hall of Fame de los Estados Unidos.